# Symbol of Salvation
Symbol of Salvation ist das vierte Studioalbum der US-amerikanischen Heavy-Metal-Band Armored Saint. Es wurde im Mai 1991 bei Metal Blade Records veröffentlicht.

## Entstehung und Stil
Die Stücke auf dem Album entstanden als Demoaufnahmen zwischen 1988 und 1991. Die Demos wurden noch mit Gitarrist Dave Prichard aufgenommen, der aber vor den Albumaufnahmen 1990 an Leukämie verstarb. Ihm ist das Album auch gewidmet. Das erste Gitarrensolo des Stücks Tainted Past stammt noch von Prichard.
Nach seinem Tod innerhalb von sieben Monaten 1990 wäre die Band beinahe auseinandergebrochen. Aber die Plattenfirma Metal Blade überzeugte die Band, die bereits 25 Stücke geschrieben hatte, weiterzumachen. Sie probte mit weiteren Gitarristen, entschied sich aber, mit den ehemaligen Mitgliedern Jeff Duncan und Phil Sandoval weiterzumachen.
Die meisten Stücke des Albums sind melodische Midtempo-Metalsongs, unter denen unter anderem das rhythmische Tribal Dance oder die Ballade Another Day hervorstechen. Letztere wird vom mit zweistimmigen Gitarren gespielten Intro Half Drawn Bridge eingeleitet.
2003 veröffentlichte Metal Blade eine remasterte Neuausgabe, die auf insgesamt drei CDs u. a. auch die Demoaufnahmen enthielt. Auch erschien 2011 eine erneute Neuausgabe anlässlich des 20-jährigen Jubiläums.

## Rezeption
Eduardo Rivadavia vergab bei Allmusic 4,5 von fünf Sternen und die Auszeichnung „AMG Album Pick“. Er bezeichnete die Platte als „beste Stunde“ von Armored Saint, es sei das bestproduzierte und vielfältigste Album der Band. Götz Kühnemund nannte die Platte in der damaligen Ausgabe des Magazins Rock Hard das „Meisterwerk aus Kalifornien, die Kultscheibe schlechthin“. „Ein solches Superalbum, das den (Untergrund-)Klassiker Delirious Nomad gar noch übertrifft, darf einfach nicht übergangen werden. Zu gut sind die enthaltenen 13 Songs, als daß man hier von einem weiteren Verkaufsflop ausgehen könnte.“ Er vergab 9,5 von zehn Punkten. Die Zeitschrift nahm Last Train Home auch auf Platz 30 der „besten Songs aller Zeiten“ auf. Auch wurde das Album auf Platz 424 in die Liste der 500 besten Alben des Magazins aufgenommen. Jenny Rönnebeck schrieb, die Platte wirke „wie aus einem Guss“.
Im Metal Hammer avancierte die Platte zum Album des Monats. Zehn Juroren vergaben im Durchschnitt 6 von 7 Punkten. Matthias Breusch schwärmte von "einer gesättigten Lösung aus Feeling, Melodie, Intelligenz und Power". Wenn man die Scheibe gehört habe, wisse man wieder "wie METAL buchstabiert" werde.

## Titelliste
1. Reign of Fire – 3:57
2. Dropping Like Flies – 4:39
3. Last Train Home – 5:19
4. Tribal Dance – 4:07
5. The Truth Always Hurts – 4:20
6. Half Drawn Bridge – 1:26
7. Another Day – 5:32
8. Symbol of Salvation – 4:36
9. Hanging Judge – 3:45
10. Warzone – 3:38
11. Burning Question – 4:18
12. Tainted Past – 7:04
13. Spineless – 4:19